# Édouard François Zier
Pour les articles homonymes, voir Zier.
Édouard François Zier, né à Paris le 7 mai 1856 et mort à Thiais le 19 janvier 1924,, est un peintre et illustrateur français.

## Biographie
Élève de son père, le peintre Victor Casimir Zier et de Jean-Léon Gérôme, il expose sa première toile, Mort de Caton d'Utique, au Salon de 1874.
Édouard Zier a collaboré à de nombreux journaux tels que  L'Illustration, Le Monde illustré, Le Courrier français, Le Journal de la jeunesse et Le Tour du monde. En 1917, il remplace le dessinateur Joseph-Porphyre Pinchon, mobilisé au front, pour dessiner deux histoires de Bécassine, Bécassine chez les Alliés et Bécassine Mobilisée, en collaboration avec Maurice Languereau, alias Caumery.
Il a également illustré de nombreux ouvrages, entre autres Les Trois Mousquetaires d'Alexandre Dumas, Aphrodite de Pierre Louÿs, Le Roman comique de Scarron, La cantiniére du XIIIe siècle de Georges Le Faure, Les Trésors de la fable d'Auguste Louvet, Jeanne d'Arc de Marius Sepet, Voyages et aventures du Capitaine Marius Cougourdan d'Eugène Mouton, Seulette et Le Trésor de Madeleine de Pierre Maël, A l'abordage d'Henry de Brisay, ainsi que plusieurs ouvrages de Zénaïde Fleuriot, de Jeanne Schultz,. En 1890, il illustre le roman Reconnaissance de Marie d'Agon de la Contrie.

## Œuvres
- Gray (Haute-Saône), musée Baron-Martin : Charles VI et Odette de Champdivers, huile sur toile, 211 x 159 cm.

## Galerie

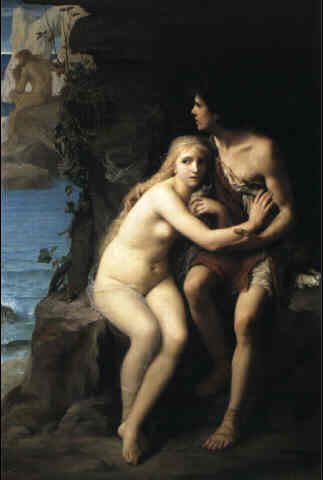
Acis et Galatée se cachant de Polyphème (1877)
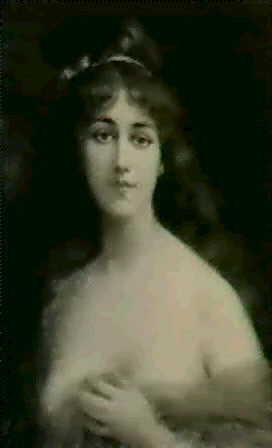
Portrait idéal (1903)
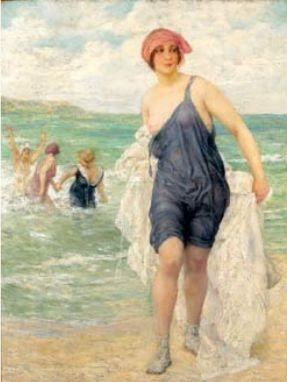
Les Baigneuses à Biarritz